# Alexandre (fils de Polyperchon)
Pour les articles homonymes, voir Alexandros.
Alexandre (en grec ancien Αλέξανδρος / Aléxandros), fils de Polyperchon régent du royaume de Macédoine, est un officier macédonien lors des guerres des Diadoques. Il lutte principalement contre Cassandre. Il est tué en 314 av. J.-C.

## Biographie
Alexandros est le fils de Polyperchon, un général d'Alexandre le Grand désigné régent de Macédoine à la mort d'Antipater en 319 av. J.-C., au grand dam de Cassandre, le fils d'Antipater. Il est l'un des sômatophylaques de Philippe III  depuis les accords de Triparadisos en 321-320 av. J.-C.
Polyperchon désire restaurer la démocratie dans les cités grecques afin s'en faire des alliées. À cette fin, Alexandros est envoyé à Athènes en 318 dans le but de délivrer la ville du général Nicanor qui commande la garnison de Munychie. C'est un échec : non seulement Nicanor réussit à conserver sa position mais conquiert également les fortifications du Pirée. Les deux parties bénéficient alors chacune de renfort. Alexandros voit son père arriver pour l'aider à s'emparer de l'Attique, mais Nicanor est alors appuyé par Cassandre, fils d'Antipater et favori des troupes placées par ce dernier dans les villes de garnison de Grèce. Alexandros et son père tentent un siège contre Athènes mais, manquant de vivres, ils se replient sur le Péloponnèse. Là, ils tentent de prendre Mégalopolis mais c’est un nouvel échec. Polyperchon rentre en Macédoine en laissant Alexandros avec une armée dans le Péloponnèse. À partir de 316, Alexandros arrive tout de même à conquérir plusieurs cités dans la région et se rend maître d’une grande partie du Péloponnèse. 
En 315, Aristodème de Milet vient dans le Péloponnèse pour former une alliance avec Polyperchon et Alexandros : il est envoyé par Antigone le Borgne, dont l'ambition et les succès à l'est ont réuni contre lui Cassandre, Lysimaque, Asandros, et Ptolémée. Alexandros accepte de rencontrer personnellement Antigone et le retrouve à Tyr au Liban. Au cours de cette discussion, Antigone lui fait de grandes promesses, notamment en lui offrant 500 talents, et un traité est conclu entre eux. Quelque temps après son retour en Grèce, Alexandros renonce pourtant à cette alliance, corrompu par le titre de gouverneur du Péloponnèse que lui offre Cassandre. Il forme alors une alliance avec plusieurs cités, en particulier Sicyone et Corinthe, qu'il gouverne de façon indépendante. Au cours d'une campagne contre les cités ennemies, Alexandre est assassiné par ses propres hommes en 314, dont un dénommé Alexion,. Les assassins, originaires de Sicyone, ont probablement agi pour rendre l'autonomie à leur cité. La veuve d’Alexandros, Cratesipolis, se venge de manière sanglante sur Sicyone : elle étouffe la sédition et, après avoir crucifié une  trentaine de dirigeants populaires, elle soumet la ville,.

## Sources antiques
- Diodore de Sicile, Bibliothèque historique [détail des éditions] [lire en ligne], XIX, XX.
- Plutarque, Vies parallèles [détail des éditions] [lire en ligne], Phocion.